# Tío Camuñas
Francisco Sánchez Fernández (Camuñas, 11 de septiembre de 1762 - Belmonte, 13 de noviembre de 1811), más conocido como Tío Camuñas o Francisquete, fue uno de los más famosos guerrilleros de La Mancha durante la Guerra de la Independencia Española.

## Biografía

### Primeros años de vida
Francisco Sánchez Fernández nació a las seis de la mañana del 11 de septiembre de 1762 en Camuñas (Toledo), hijo de Pedro Sánchez Sierra y de María Fernández Cano, ambos naturales y vecinos del mismo pueblo, aunque ella podría tener procedencia de Navalpino. Fueron sus padrinos Francisco Redondo y su mujer María Sánchez, tía carnal del recién nacido, al que ponen el nombre de su padrino. La partida de nacimiento la extendió el Ldo. Fr. Don Miguel Bermúdez, el día 16 de ese mes.
Su vida transcurre de forma apacible en Camuñas donde se casa el 30 de mayo de 1785, a los veintitrés años de edad, con Águeda María Martín de Consuegra, natural de Madridejos, con la que tiene seis hijos: Hilario (14 de enero de 1788), Mauricia (1793), Antonio Eustaquio (15 de abril de 1796), Antonio Pantaleón (27 de julio de 1798), Francisco (muerto en 1809) y Ramona de la Cruz (14 de septiembre de 1800). Se cree que su profesión era la de correo, lo que le serviría posteriormente en su etapa como guerrillero, debido a su agilidad a caballo y al conocimiento de la zona.
Su hermano, Juan Pedro Sánchez, debió de ser un personaje notorio en Camuñas. En 1804 hubo un pleito entre el alcalde y el cura ecónomo para determinar a quién correspondía el control de la fiesta del Corpus Christi y el nombramiento de piostres, siendo Juan Pedro el de la Cofradía del Santísimo Sacramento, nombrado por el cura. Este juicio marcó el devenir de Juan Pedro, ya que cinco años más tarde, el 23 de abril de 1809, un edil municipal, el afrancesado Vicente Hidalgo Saavedra, de 51 años de edad, uno de los integrantes del Ayuntamiento con el cual mantuvo el pleito, fue asesinado por él cuando acompañaba a unos soldados franceses en su busca, hechos que tuvieron lugar en la calle del Pozo Nuevo, junto a la vivienda de los hermanos Sánchez, sita en el número 22.
Un mes después de este incidente, el 21 de mayo, se produce un nuevo asalto de los franceses a la casa de los hermanos. Francisquete logra escapar saltando las tapias y huyendo al campo pero su hermano es alcanzado por varios disparos y retenido en el Ayuntamiento hasta que el 28 de mayo es ajusticiado por “los enemigos de Alcabuzes”, denominación que el cura párroco realiza de los franceses, siendo colgado en una de las aspas del Molino Viejo (hoy Molino de La Unión). Este episodio es narrado por Enrique Rodríguez-Solís en su obra Los guerrilleros de 1808: Historia popular de la Guerra de la Independencia:

Invadida España por los franceses, Francisquete y su hermano Juan Fernández, fueron de los primeros que en la Mancha salieron a campaña contra los imperiales. En una de las acciones se vieron obligados a refugiarse en Camuñas; perseguidos por los franceses se encerraron en su casa, que, transformada en una fortaleza, costó a los imperiales mucha sangre y muchos hombres muertos antes de llegar a conquistarla. Agotadas las municiones, Francisquete logró salvarse, pero su hermano, menos feliz, no pudo seguirle. Excitado por los franceses se entregó a ellos, bajo palabra de que le conservarían la vida… más apenas le tuvieron en su poder le colgaron de las aspas de un molino, gozando en verle morir en aquella especie de tormento propio sólo de inquisidores.

Francisco, al saberlo, lloró lágrimas de sangre, y sobre el cadáver de su hermano juró no entregarse al sueño, ni probar alimento alguno, ni apagar la sed por más devoradora que fuera, sin antes vengar a aquel mártir, cuyo valor y heroísmo habrían respetado los soldados de cualquier ejército que no fuera el de Napoleón. Francisquete cumplió su juramento, y hasta que algunos franceses no borraron con su sangre la de su hermano, ni bebió un sorbo de agua, ni comió un trozo de pan, ni durmió una sola hora.

Este hecho de la muerte de su hermano, unido a los abusos de la dominación francesa sobre la localidad y al fallecimiento de su hijo Francisco el día 13 de julio a los diez años de edad, al que no puede hacer más exequias que la sepultura, impulsa a Francisco a recorrer los pueblos vecinos llamando en su auxilio a algunos amigos. Reúne a treinta hombres a caballo, hábiles tiradores y jinetes, y comienza su lucha contra los franceses, quienes popularizarán la frase "¡Que viene el tío Camuñas!", que gritan horrorizados al verle llegar por su fama de despiadado.

### Éxitos militares y muerte
Con su campo de actuación en el camino real desde Madridejos a Despeñaperros, el Tío Camuñas se convierte en uno de los más importantes guerrilleros de La Mancha. Estas son algunas de las actuaciones contra el ejército francés que sobre él se narran:
- El 5 de octubre de 1809 ataca con sus 40 guerrilleros a 80 soldados que estaban en La Guardia, matando a once, hiriendo a siete y poniendo en fuga a los restantes.
- El 24 de octubre ataca a un destacamento francés en Puerto Lápice, acuchillando a varios soldados y haciendo prisioneros al resto.
- En diciembre de 1809 escolta con sus guerrilleros desde Madridejos, hasta donde lo había hecho El Empecinado, hasta Valdepeñas, a Juan Antonio Miranda, que viaja acompañado de su familia desde Madrid a Sevilla como enviado de la Junta General para avisar de la invasión de Andalucía que Napoleón y el mariscal Soult estaban preparando.
- En abril de 1810 sorprendió en Lillo a un destacamento de 120 franceses que trataron de refugiarse en las casas. Ante la amenaza de incendiarlas si no se rendían, todo el destacamento se entregó finalmente prisionero.
- El 10 de mayo apresó un gran convoy compuesto por sesenta carros cargados de tabaco, pólvora y otros efectos.
- El 17 de mayo, dos soldados de su partida que iban de avanzada, se apoderaron, entre los montes de Consuegra y Mora, de las valijas que llevaban un correo francés y otro español; corrió en su auxilio la escolta que los custodiaba, compuesta por cincuenta soldados que huyeron al llegar Francisco y sus compañeros.
- En la tarde del 24 de mayo de ese mismo año, se encontró con una partida de 400 infantes y 90 caballos que se dirigían desde Alcázar de San Juan a Mota del Cuervo, causándoles algunas bajas.
- Entre el 20 y el 25 de mayo de 1810, ataca a un destacamento enemigo cerca de Las Chozas del Ciervo, junto a Pedernoso, obligando a los franceses a retirarse a San Clemente.
- El 28 de mayo su partida es citada para dirigirse a Cuenca y oponerse al ejército francés, que desde Cañete avanzaba sobre la ciudad.
- En Santa Cruz de la Zarza, su lugarteniente Martín Almarza ataca a los franceses, apoderándose de un cargamento con tres carreterías de sal, matando a trece soldados y llevándose cuatro prisioneros.
- El 6 de junio debía amagar y luego atacar a la retaguardia enemiga por Saelices y Uclés.
- El 15 de junio, mientras se encuentra siguiendo y vigilando a las tropas enemigas que se han retirado de Quintanar de la Orden, buscando la oportunidad de atacarlas, se le manda que deje la observación y se incorpore a la retaguardia de Tarancón, uniéndose a la partida de Miguel Díaz y a otras que merodean por Belmonte.
- El 20 de julio acomete a un destacamento de ochenta dragones que custodiaban en las cercanías de Toledo treinta toros que los franceses pretendían hacer lidiar en esta ciudad a los españoles el día de Santiago, cogiendo los toros y llevándose prisioneros la escolta y los vaqueros. Esta hazaña es narrada también por Rodríguez Solís en Los Guerrilleros de 1808 de forma detallada.
- Días después de esta última intervención, se presenta en Tomelloso desafiando a la guarnición francesa, compuesta por 200 infantes y 40 caballos, causándoles 50 bajas entre muertos y heridos. Posteriormente, sabedor de que un importante convoy de 70 carros con cartuchos, plomo y otros efectos va a pasar por Consuegra, lo ataca de improviso en una revuelta del camino, trabando un reñido combate que dio por resultado apoderarse del convoy y causar a los franceses 60 bajas.
- El 2 de noviembre, el comandante de guerrillas Díaz es enviado para arrestar y conducir a la presencia del brigadier Osorio a Francisquete y a su hijo Hilario, con tres más de la partida, por haber maltratado a un guerrillero de la partida de Díaz y desobedecer las órdenes del general Blake, jefe del Ejército del Centro, advirtiéndose que ese arresto y conducción se hiciera “con el decoro y distinción que el gobierno le ha dispensado”.
- El 16 o 18 de diciembre, el guerrillero Díaz prende a “El Capador”, de la partida de Francisquete, que había quitado un caballo a la partida de Díaz, a primeros de octubre.

Durante este periodo, muere su esposa Águeda y se casa en segundas nupcias con Josefa Romero, la cual aparece como su mujer tanto en la partida de defunción de Francisquete como en la suya propia.
El 12 de noviembre de 1811, hallándose Francisquete en la villa de Belmonte junto con su partida, es sorprendido y rodeado por unos destacamentos franceses, a las órdenes del general d'Armagnac, jefe de la columna llegada de Tarancón. Hacen frente a las tropas francesas pero finalmente es herido y hecho prisionero junto con los escasos hombres que le quedaban. Francisquete fue fusilado el 13 de noviembre de 1811, a los 49 años y tras tres de lucha, en las murallas de Belmonte, enterrándose al día siguiente por mandato del general francés en la Iglesia Colegial de la localidad, con asistencia del Ilustre Cabildo y con toda solemnidad. En la misma encrucijada fueron muertos Benito Cano, natural de Camuñas, y Miguel Bázquez.

## Legado y repercusión popular
En su pueblo natal de Camuñas es un ídolo recordado generación tras generación y conmemorado el primer fin de semana de agosto desde el año 2008 por motivo del bicentenario de la Guerra Napoleónica. Da nombre a una calle del municipio "Calle de Francisquete". En la plaza del ayuntamiento, glorieta del soriano, se alza un busto en bronce que representa su imagen realizada por el ceramista y escultor Gregorio Peño. En el  Ayuntamiento, se conserva un cuadro que fue pintado por Lucio Sahagún Torija tomando como modelo a uno de los  descendientes del famoso guerrillero. En el pueblo donde fue fusilado, Belmonte (Cuenca), el 12 de noviembre de 2011 y con motivo del segundo centenario de su muerte, la asociación "La Partida de Camuñas", la asociación local "Infante D. Juan Manuel" y representantes de los Excmos. Ayuntamientos de Belmonte y Camuñas lo homenajearon y se le otorgó el nombre de una de sus calles, "Calle Tío Camuñas" y una segunda placa donde se mencionan unas palabras del propio Francisquete extraídas de una carta enviada al General Nescencia, que rezan así: "Yo no he estudiado nada, pero sé por la luz natural, que un pueblo oprimido es un pueblo que sufre violencia".

### Leyenda urbana
En la actualidad, "el Tío Camuñas" ha quedado reflejado en la cultura popular de varios lugares de España como una forma de asustar a los niños. 
En Asturias se dice que vive en los tejados o desvanes, de los que baja para llevarse a los niños.
En algunos lugares de León se utiliza la expresión "pareces el tío Camuñas" para calificar a alguien de desaseado y astroso, pero principalmente de sigiloso, (Entró como las camuñas).
En Extremadura se asusta a los niños con la frase "que te lleva Camuñas". 
En los Pirineos oscenses es una denominación familiar del diablo con la que se asusta a los niños. 
En algunas zonas de Castilla y León se dice que "el tío Camuñas" vive en los pozos y si los niños juegan muy cerca de ellos o intenta asomarse a alguno este los cogerá y se los llevará, creando así una forma de asustar a los niños para que no se acerquen a los pozos evitando que se caigan y mueran ahogados.

## Véase más
- Guerra de guerrillas en la península ibérica durante las Guerras Napoleónicas
- Agustina de Aragón
- Francisco Abad Moreno, "Chaleco"
- Francisco de Longa
- Francisco Espoz y Mina
- Jerónimo Merino, "el Cura Merino"
- Juan Martin Díez "el Empecinado"
- Francisco Xavier Mina